# Orden de Ikhamanga
La Orden de Ikhamanga (en inglés:Order of Ikhamanga) es una distinción sudafricana otorgada por el presidente del país. Se instituyó el 30 de noviembre de 2003 y reconoce logros en artes, cultura, literatura, música, periodismo y deportes categorizándolos en oro (excepcional), plata (excelente) y bronce (sobresaliente). "Ikhamanga" significa flor de strelitzia en xhosa.

## Diseño
La insignia ovalada lleva un sol naciente, una "cabeza de Lydenburg head", dos flores strelitzia, un tambor, tres círculos y dos caminos. La cabeza representa las artes, el sol la Gloria, los círculos el deporte y los caminos el largo recorrido a la excelencia.  El escudo de Sudáfrica se muestra a la inversa.
La cinta de la orden es dorada con cuatro líneas color crema a cada lado y una greca de figuras danzantes bajo el centro. Las tres clases se cuelgan del cuello y la insignia fue diseñada por Charles Peter Gareth Smart, diseñador gráfico pretoriano.